# Epicrionops peruvianus
Espèce
Synonymes
- Rhinatrema peruvianum Boulenger, 1902

Statut de conservation UICN

 DD  : Données insuffisantes
Epicrionops peruvianus est une espèce de gymnophiones de la famille des Rhinatrematidae.

## Répartition
Cette espèce est endémique de la région de Cuzco au Pérou. Elle se rencontre entre 2 000 et 2 500 m d'altitude dans la vallée du río Marcapata sur le versant amazonien de la cordillère des Andes dans la province de Quispicanchi.

## Publication originale
- Boulenger, 1902 : Descriptions of two new South-American apodal batrachians. Annals and Magazine of Natural History, ser. 7, vol. 10, p. 152-153 (texte intégral).